# Obriachi

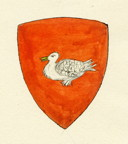
Insígnia de la família Obriachi

Els Obriachi o Ubriachi eren una família de Florència. Es van escampar per Itàlia després de l'exili; a Venècia, van ser coneguts principalment com a "Embriachi", on van fundar un taller de talladors d'ivori  que es va fer famós a tot Europa.

## Història familiar
- La primera menció es remunta a l'any 1173, i eren una important família gibel·lina d'Oltrarno a Florència, molt coneguda en l'època de Dante per la pràctica del comerç i per a l'activitat bancària que desenvolupava en mesura considerable, tant a Florència, com a Venècia i al sud d'Itàlia. Van aconseguir una ràpida fortuna amb l'activitat de banquers, sobretot traficant amb Sicília, on, durant un període del segle xiii, van tenir pràcticament el monopoli del comerç de l'illa gràcies a la seva activitat contra els Anjou després de les Vespres Sicilianes del 1282.
- En els temps de Dante hi havia dues famílies del mateix cognom Obriachi, però eren molt diferents entre si per la insígnia que els definia, per la posició econòmica i social, per la ideologia política que seguien, i en fi, per l'evolució genealògica, que els erudits florentins del segle xvii i XVIII i altres més recents han reconstruït i descrit sobre la base de les fonts de cròniques i material d'arxiu. Aquests estudis i la història florentina han permès, en primer lloc, precisar l'ortografia del nom, que és citat en diferents formes (Emriaci, Imbriaci, Ubriachi, Ubbriachi, Obriachi, Embriachi) en les cròniques i documents d'arxius, atribuint-li gairebé per unanimitat la forma 'Obriachi'.
- Els Obriachi que es van unir al partit güelf sembla que devien el seu nom a un tal Ebriaco d'Albertino. La relativa modèstia de les condicions socials, els orígens recents i la pobra activitat política i econòmica dels Obriachi güelfs contrasta amb la importància, l'antiguitat i el poder polític i financer dels Obriachi gibel·lins.

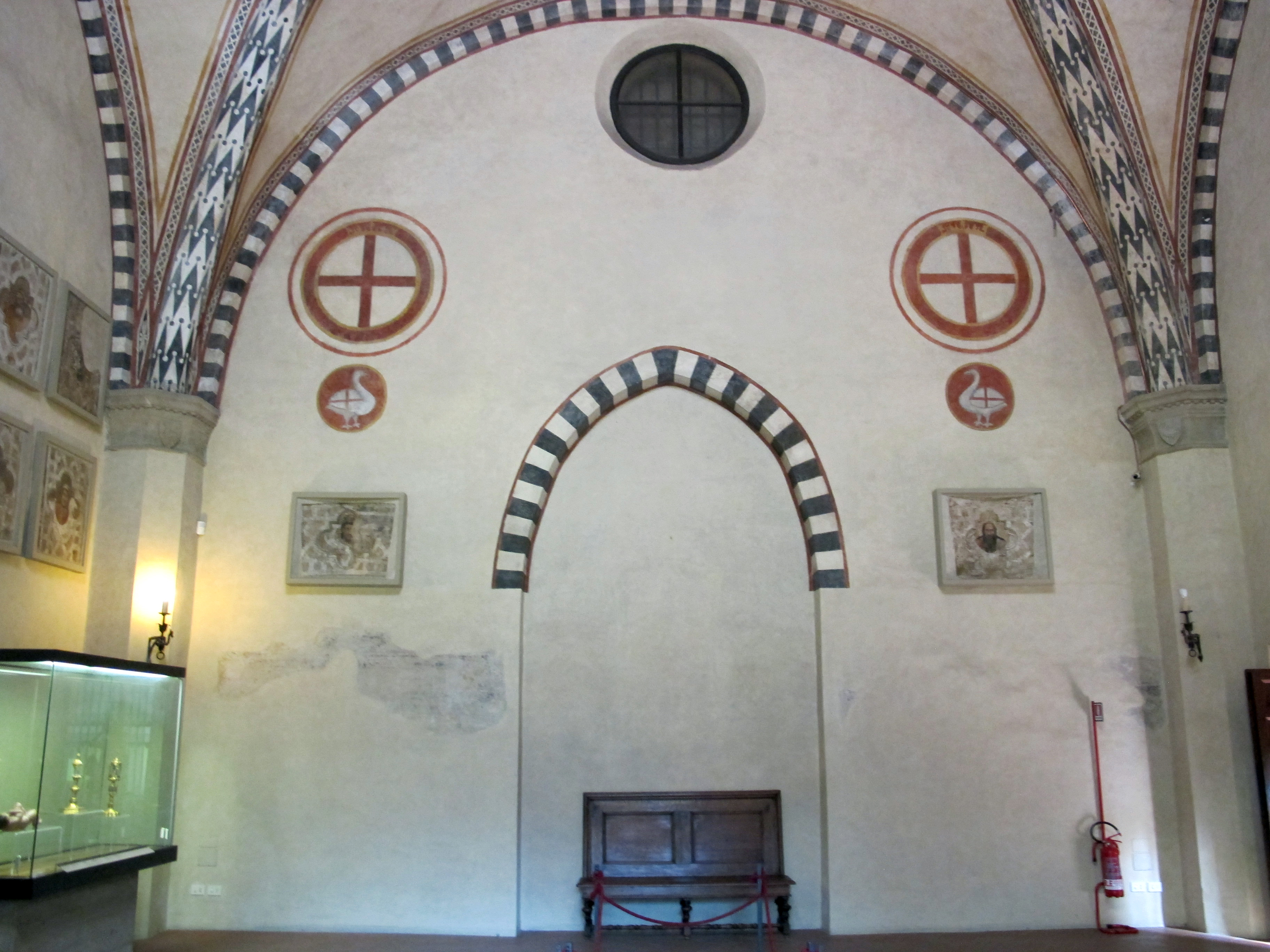
Capella Obriachi. Florència

- La documentació d'arxiu coincideix amb les notícies que han transmès els cronistes, permet delinear amb suficient precisió la prosperitat econòmica dels Obriachi guibel·lins, propietaris de terres al camp, de cases i torres a ciutat, i tan importants dins de la classe dels banquers i canvistes  per arribar diverses vegades al cim de la seva organització política i social; van estar vinculats per interessos econòmics i aliances matrimonials als Uberti, als quals van seguir en el moment de la divisió de Florència en els dos partits güelfs i gibel·lins. El 1258, la prosperitat econòmica i la influència política dels Obriachi va sofrir un greu cop com a conseqüència dels bans emesos pels güelfs contra ells, que van obligar a gairebé tots a exiliar-se. Però van tornar a la pàtria el 1260 i van compartir el poder amb les altres grans famílies gibel·lines  més importants. Vuit anys més tard, després de la batalla de Benevent (1266), que va veure la derrota final dels gibel·lins florentins, els Obriachi són un cop més, i aquesta vegada definitivament, obligats a exiliar-se, després del triomf dels güelfs, van emigrar a Bolonya i a Venècia. La facció dels güelfs es va veure reforçada una mica més tard, per la inclusió dels  Obriachi entre aquells magnats que van ser eliminats l'any 1282 de la possibilitat d'assolir les magistratures i càrrecs de l'ajuntament, amb una disposició que es feu perpètua per les Ordenances de Justícia i per la reforma de 1311.Capella Obriachi. FlorènciaTanmateix, si, a conseqüència de la legislació contra els financers, els Obriachi no figuren entre els exponents de la vida política de la ciutat, no estaven completament arruïnats respecte a l'activitat econòmica, el centre de la qual ara tendí a desplaçar-se cada cop més, fora de Florència, a Venècia i el sud d'Itàlia.
- Els que van restar a Florència, a pesar de tot, van aconseguir ressorgir de la crisi en què la legislació antimagnats els havia precipitat en l'àmbit polític i, a conseqüència de l'actuació personal duta a terme per Baldassare di Simone di Aliotto (que va ingressar a l'Art del canvi l'any 1365) van obtenir la revocació de la prohibició perpètua de la vida pública, de manera que, el 1391, Baldassare va ser reconegut com a ciutadà de ple dret. Aquest Obriachi també és recordat com a distingit benefactor del convent dominicà de Santa Maria Novella, per les oblacions que van ajudar a construir el segon claustre i la seu del noviciat; va ser guardonat inclús amb la dignitat de "comes palatinus"(alt funcionari de palau). La família s'extingí el 1436.

## Els Obriachi a l'Infern de Dante

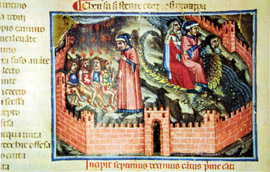
Infern XVII. Escola toscana (finals del segle XIV). Dante parlant amb les ombres dels usurers i Dante i Virgili sobre la gropa de Gerió

- Infern XVII. Escola toscana (finals del segle XIV). Dante parlant amb les ombres dels usurers i Dante i Virgili sobre la gropa de GerióDante va posar un Obriachi a l'Infern de la Divina Comèdia entre els usurers al tercer anell del setè cercle (Cant XVII), al costat de les ànimes d'altres usurers de famílies famoses florentines i paduanes. No s'identifica els personatges a qui corresponen aquestes ànimes condemnades, però sí la bossa que porten penjada al coll ("tasca cum libro"; "bossa amb el seu llibre") amb la insígnia de la família, en el cas dels Obriachi una oca blanca sobre camp vermell. "Després, seguint el curs de la mirada,/ en trobí una altra, roja com de sang,/ amb una oca més blanca que mantega." (Infern. Cant XVII, vv. 61-63)[3]. Dante situa entre els usurers un membre d'aquesta família (segons comentaris anònims, seria un tal Ciappo degli Embriachi que a Bolonya acumula una fortuna fent préstecs als estudiants). S'entén que Dante volia expressar d'aquesta manera un judici de condemna moral vàlid per a tota la família.
- Entre els banquers florentins, els Obriachi no eren els pitjors usurers per merèixer la menció o càstig que els proporciona Dante (encara si, per Dante qualsevol banquer era un usurer segons el concepte medieval, és a dir eren persones que obtenien diners amb els diners, violant la llei natural (l'Art) segons la qual el diner neix del treball material i intel·lectual), però potser el poeta, després de col·locar un dels rapaços Gianfigliazzi, necessitava una altra família amb una insígnia que tingués un animal per subratllar l'atmosfera grotesca de la situació infernal dels usurers. De fet les comparacions que fa Dante d'aquests condemnats es refereixen a dos animals: el gos i el bou[2,3]. Sembla doncs que els tres personatges que es troben entre els usurers al setè cercle, són: Catello di Rosso Gianfigliazzi, Ciappo degli Embriachi i el paduà Rinaldo degli Scrovegni.[4]

## El Taller dels Embriachi

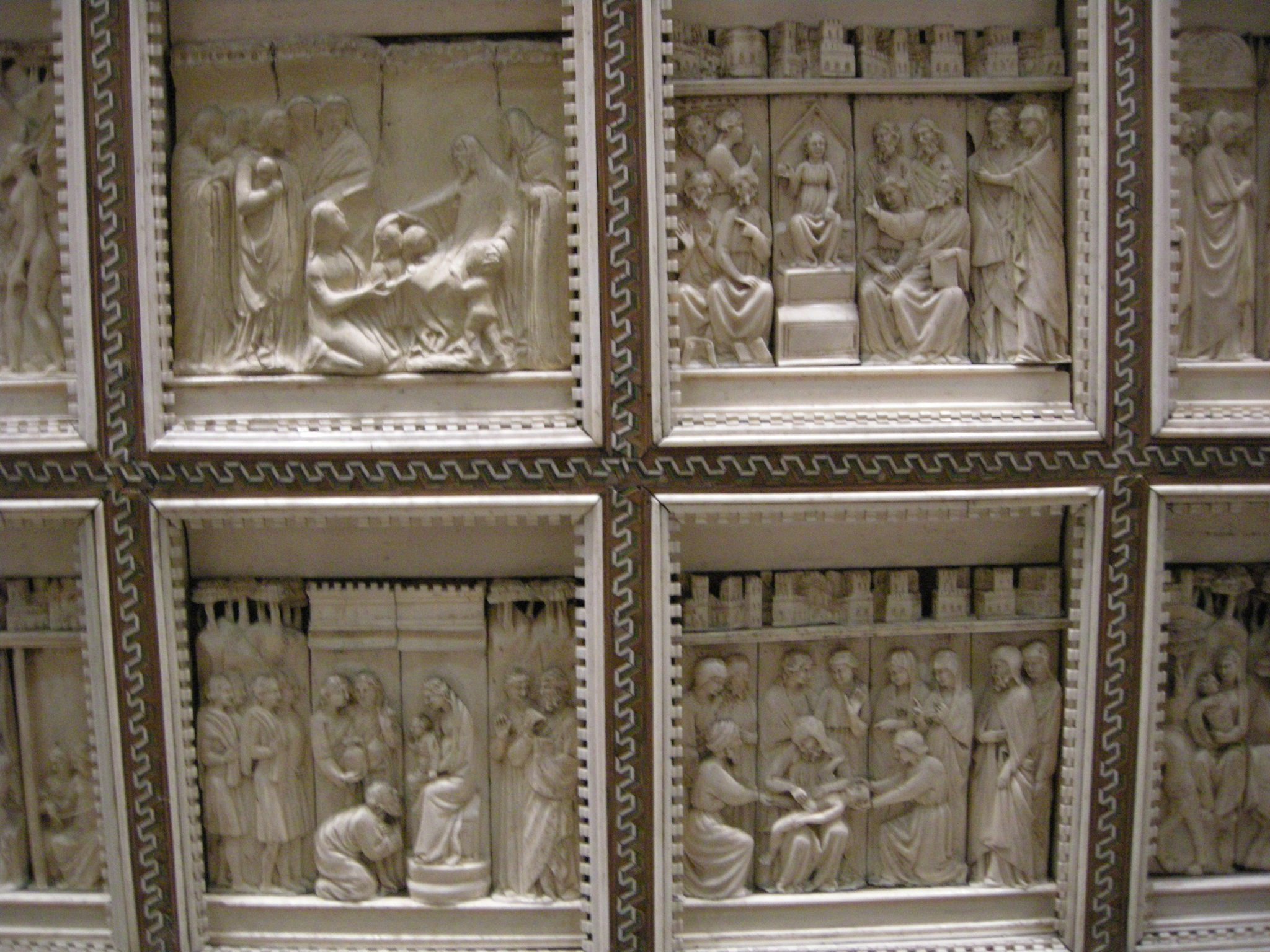
Retaule de la bottega dels Embriachi. Museu del Louvre

- Retaule de la bottega dels Embriachi. Museu del LouvreA Venècia, en particular, tenien una forta tradició d'artesania d'alt preu i qualitat adquirida per alguns membres de la família, van posar en marxa a partir de finals del segle xiv la famosa Bottega degli Embriachi (Taller dels Embriachi). A Venecia la família va ser rebatejada segons el dialecte local (Obriachi, Embriachi; embriacs). Aquest Taller va ser un dels més importants laboratoris de processament de l'ivori, que va arribar a extrems de qualitat fins llavors no assolits, tant respecte a la quantitat com a la qualitat de la producció a escala europea.